# Beraea botosaneanui
Beraea botosaneanui är en nattsländeart som beskrevs av Moretti 1981. Beraea botosaneanui ingår i släktet Beraea och familjen sandrörsnattsländor. Inga underarter finns listade i Catalogue of Life.